# مرکز آموزش و تحقیقات اقتصادی، اجتماعی و آماری کشورهای اسلامی
مرکز آموزش و تحقیقات اقتصادی، اجتماعی و آماری کشورهای اسلامی (SESRIC) به عنوان یک نهاد تابعه سازمان همکاری اسلامی (OIC) و در پی تصویب یک قطعنامه در هشتمین کنفرانس وزیران امور خارجه کشورهای اسلامی (ICFM) که در ماه مه 1977 در طرابلس برگزار شد، تأسیس شد. این مرکز فعالیت خود را در آنکارا در 1 ژوئن 1978 آغاز کرد.